# Lingua scrotale
La  lingua scrotale  è una condizione anomala (ma non necessariamente patologica) caratterizzata dalla presenza di profondi solchi sulla superficie della lingua. Il pericolo è costituito dal fatto che residui di cibo durante la masticazione possano depositarsi all'interno dei solchi provocando infezioni.

## Eziologia

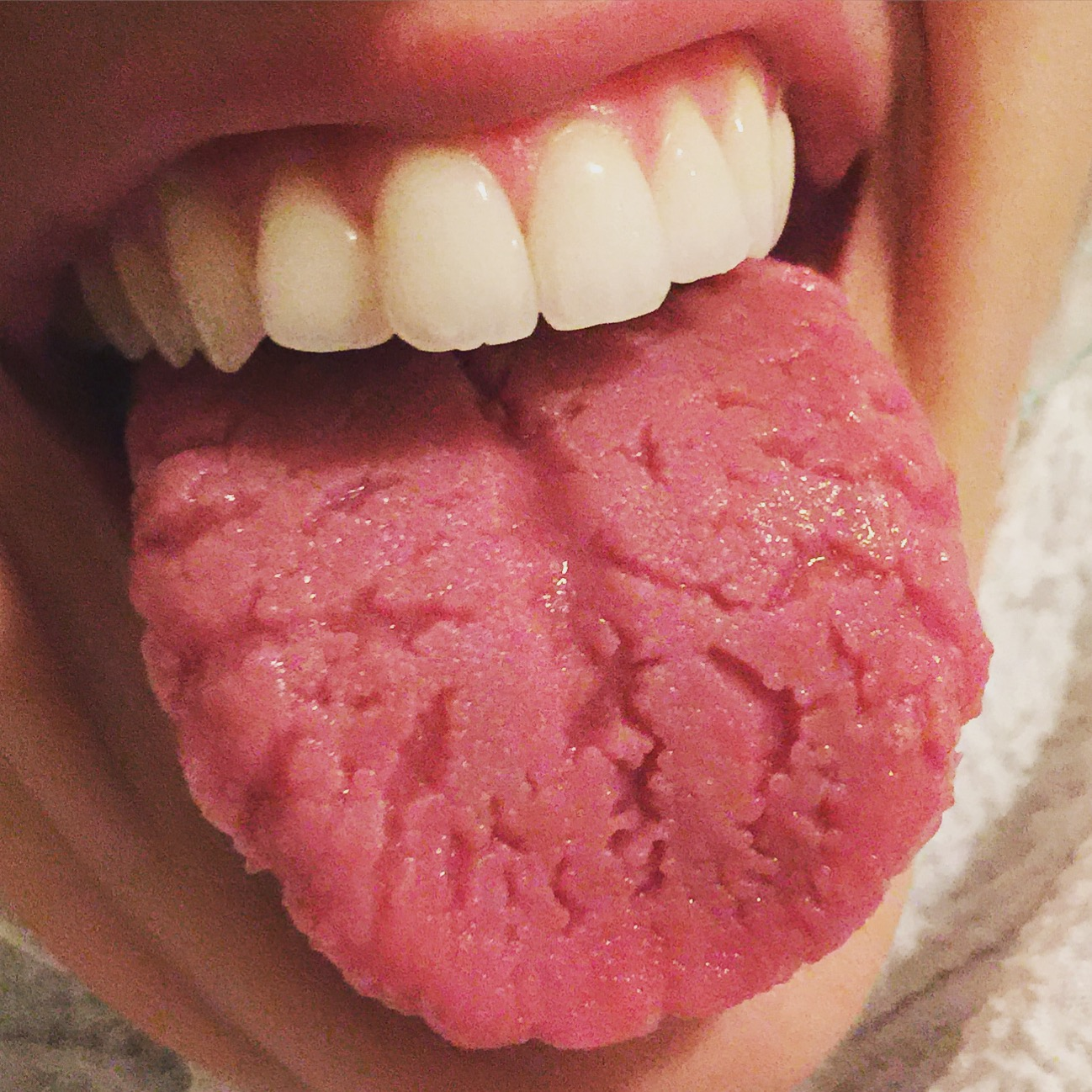
Lingua fessurata

La lingua scrotale si sviluppa su base disembriogenetica.

## Malattie correlate

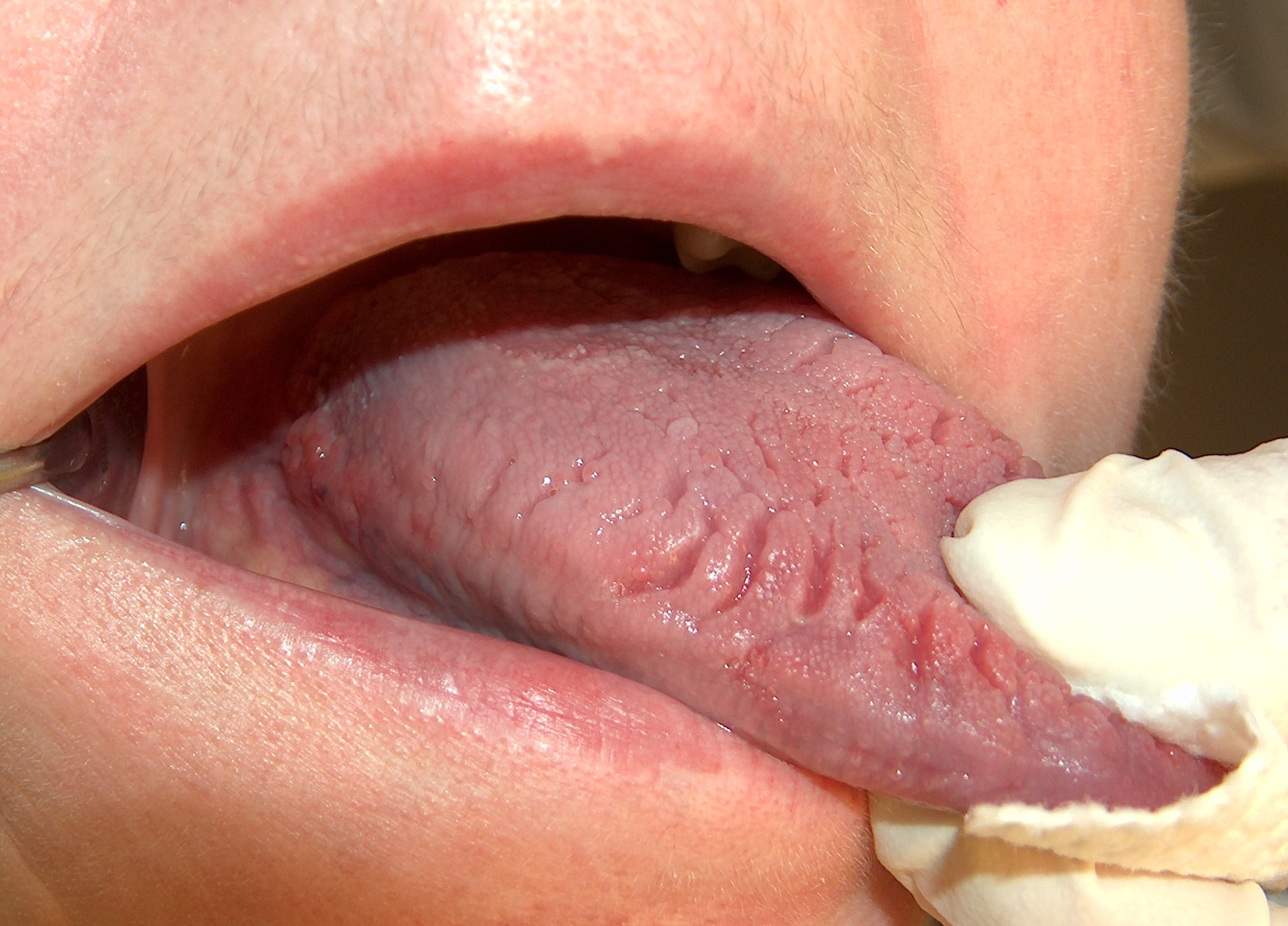
Lingua rugosa

La lingua scrotale può tuttavia essere anche un sintomo di alcune malattie, spesso sindromi come la sindrome di Down, la sindrome di Melkersson-Rosenthal, la sindrome di Cowden, ma anche altre condizioni che riguardano la lingua come la lingua a carta geografica.

## Terapia
Non necessita di terapia, le uniche raccomandazioni possibili sono il lavaggio delle fissurazioni con dispositivi di ridotte dimensioni, quali, ad esempio, gli scovolini.